# Essertines-en-Donzy
Essertines-en-Donzy è un comune francese di 497 abitanti situato nel dipartimento della Loira della regione dell'Alvernia-Rodano-Alpi.

## Società

### Evoluzione demografica
Abitanti censiti